# Christiern Hansen
Christiern Hansen (eller Jensen - latin Joannis) var skolmästare i Odense på 1500-talet. 
Christiern synes, enligt en handskrift från 1531 ha författat eller översatt tre (av Sophus Birket-Smith 1874 utgivna) skådespel på knittelvers: Den utro hustru, en grov fars, Paris’ dom, en ytterst enkel moralitet, och Dorotheæ komedi, ett slags mirakel. 
De anses av många sakkunniga bedömare sakna litterärt värde, men är jämte det samtida, vida bättre originalstycket Ludus de sancto Kanuto av okänd författare, de äldsta skådespelen på danska.